# Krásné (district de Chrudim)
Pour les articles homonymes, voir Krásné.
Krásné (en allemand : Krasna) est une commune du district de Chrudim, dans la région de Pardubice, en République tchèque. Sa population s'élevait à 147 habitants en 2022.

## Géographie
Krásné se trouve à 15 km au sud-sud-ouest de Chrudim, à 24 km au sud de Pardubice et à 98 km à l'est-sud-est de Prague.
La commune est limitée par Liboměřice au nord, par Libkov à l'est et au sud, par Horní Bradlo au sud et au sud-ouest, et par Bojanov à l'ouest et au nord-ouest.

## Histoire
La première mention écrite de la localité date de 1329.

## Administration
La commune se compose de trois sections :
- Chlum
- Krásné
- Polánka

## Galerie

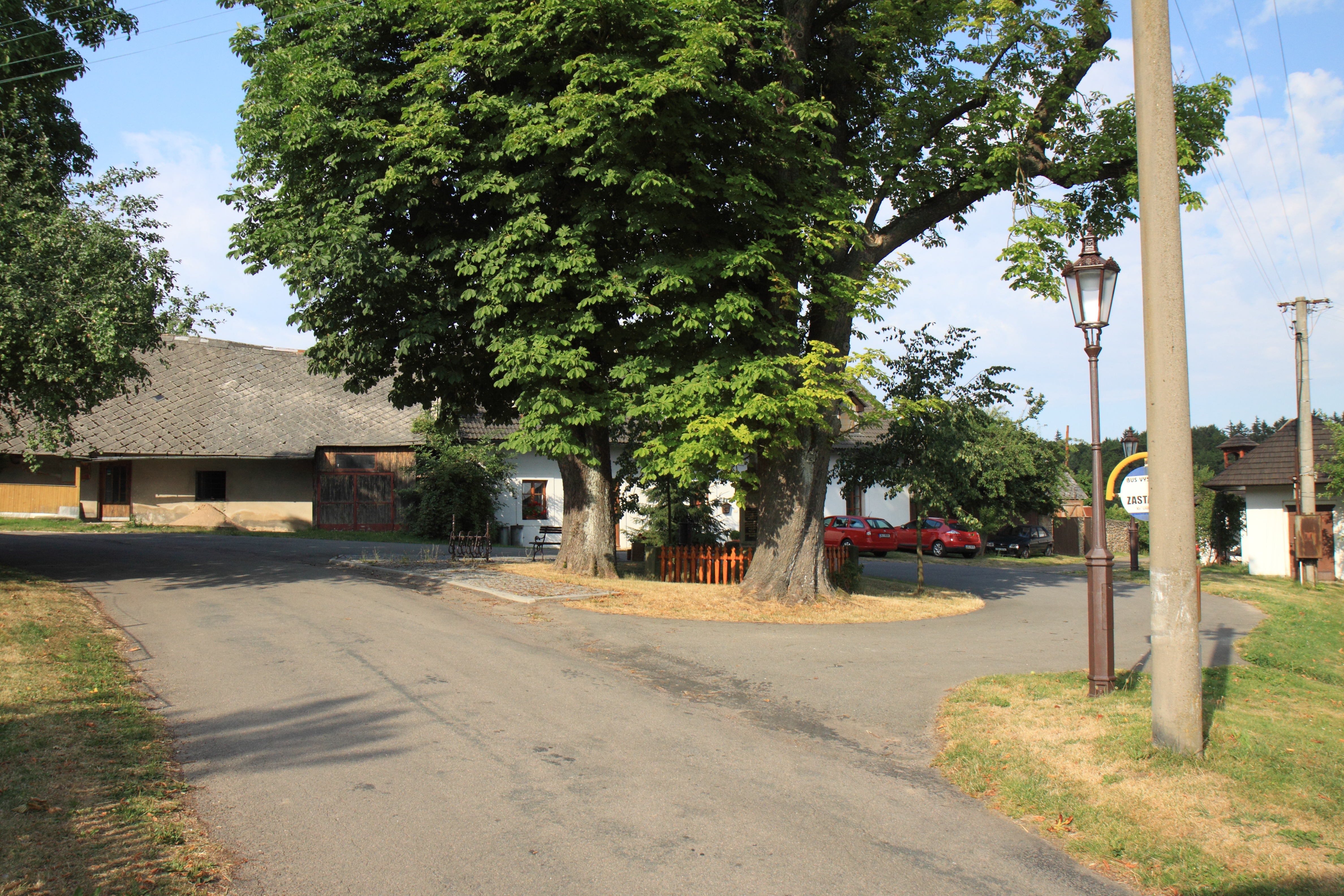
Centre de Chlum.
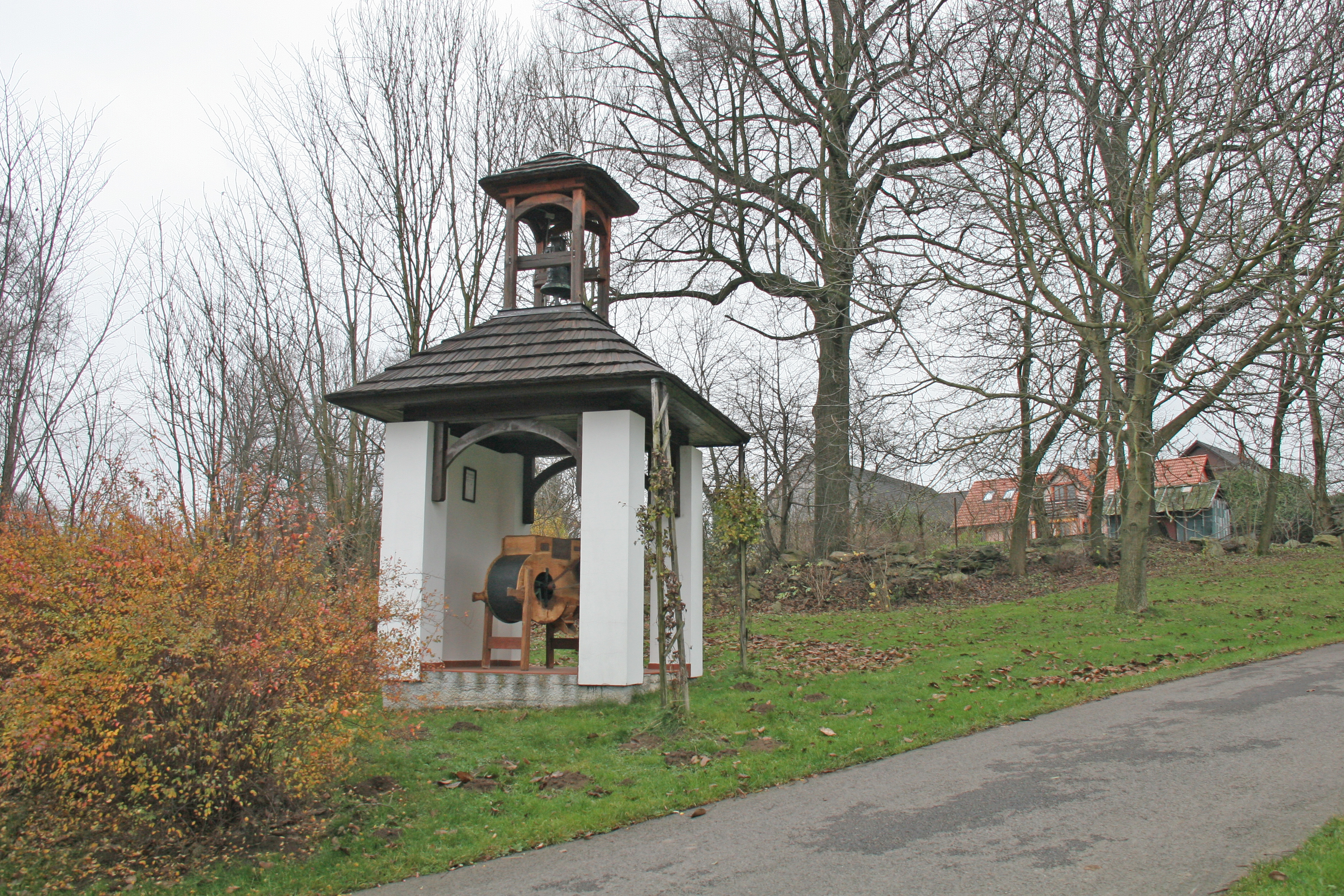
Clocher à Polánka.
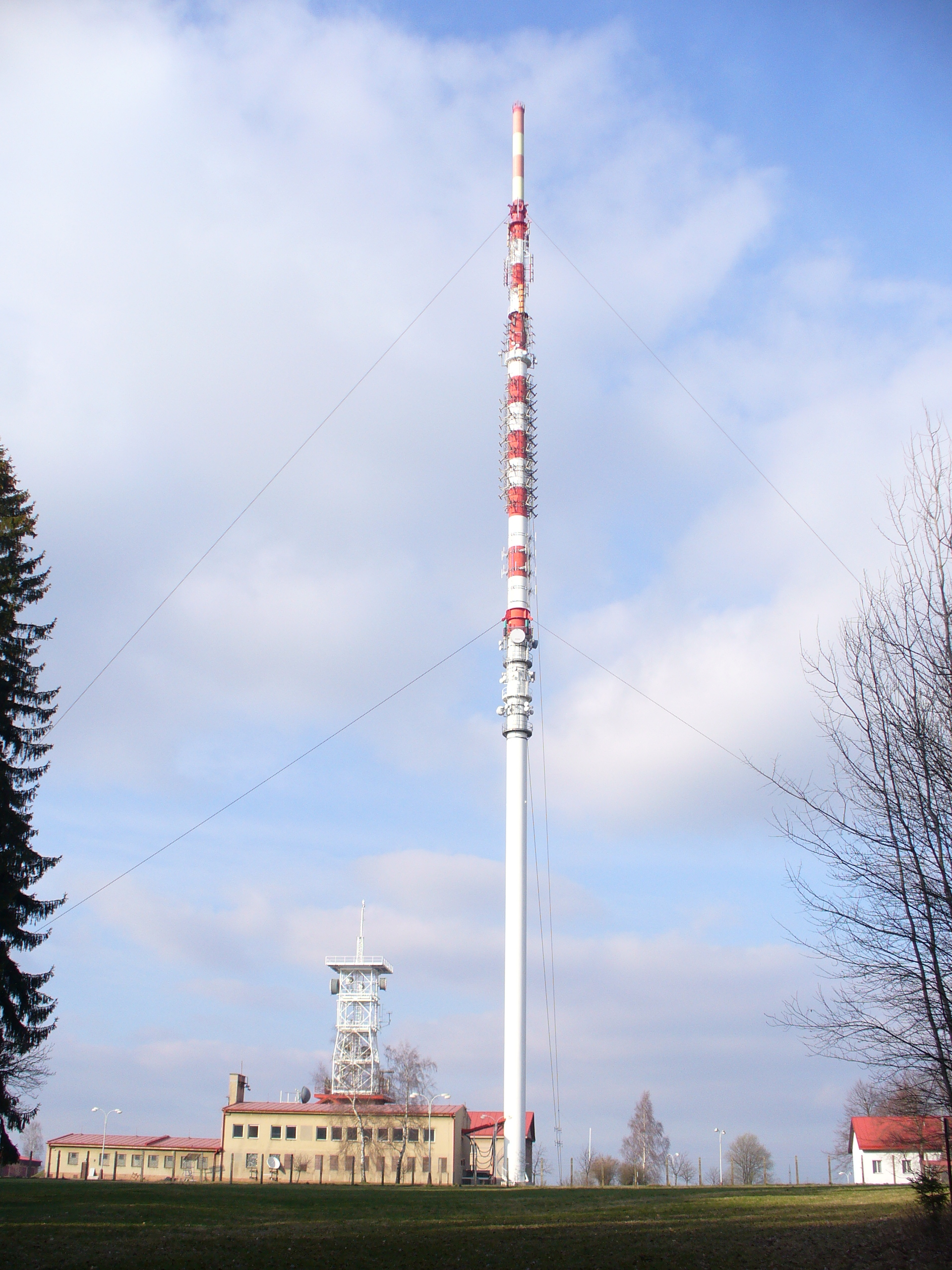
Vysílač Krásné : émetteur.

## Transports
Par la route, Krásné se trouve à 7 km de Nasavrky, à 20 km de Chrudim, à 31 km de Pardubice et à 126 km de Prague. 